# Rosa la rouge
Albums de Claire Diterzi
Tableau de chasse
(2008) Le Salon des refusées
(2013)
Rosa la rouge est un album de Claire Diterzi sorti le 18 mai 2010 chez Naïve Records en parallèle au spectacle théâtral et musical homonyme créé avec Marcial Di Fonzo Bo.

## Écriture de l'album et création du spectacle
Cet album est la bande sonore du spectacle homonyme dédié à Rosa Luxemburg que Claire Diterzi à coécrit et joué dans une mise en scène de Marcial Di Fonzo Bo en mai 2010 au Théâtre du Rond-Point à Paris puis en tournée en France dans un spectacle qualifié de « gonflé, mais magnétique ».
L'album Rosa la rouge est très bien accueilli par la presse qui juge notamment qu'après ses précédents opus, dont Boucle récompensé du Grand Prix du disque de l'Académie Charles-Cros, Claire Diterzi est « la chanteuse la plus audacieuse, inventive et convaincante de sa génération ». L'album a atteint la 144e place et est resté classé deux semaines dans le Top200.
Claire Diterzi avec cet album reçoit en 2010 le Prix du meilleur compositeur de musique de scène du Syndicat de la critique.

## Titres de l'album
1. L'Église – 4:42
2. Je touche la masse – 3:43
3. J'étais, je suis, je serai – 3:08
4. Rosa la rouge – 3:32
5. L'Arme à gauche – 4:17
6. Aux marches du palais – 3:26
7. Ce que j'ai sur le cœur je l'ai sur les lèvres – 3:27
8. Cellule 45 – 4:53
9. Berceuse – 2:32
10. À cor et à cri – 3:07
11. Le monde est là – 2:38
12. Casta Diva – 2:25